# Des'ree
Des'ree (rojena kot Desirée Annette Weeks), barbadoška glasbenica, * 30. november 1968, Barbados.
Des'ree je glasbeno kariero začela v Združenem kraljestvu, kjer je v devetdesetih letih 20. stoletja zaslovela s hiti kot so Feel So High, You Gotta Be, Kissing You in drugimi.